# Kraftklub
Kraftklub, bildat 2009 i Chemnitz, är ett tyskt rockband som består av fem medlemmar.

## Karriär

### 2009-2011
Medlemmarna träffades i skolan och bildade bandet i slutet av år 2009. Den 13 februari 2010 gav de ut sin debut-EP Adonis Maximus. Gruppen har varit förband åt artister som rapparen Casper, hiphopgruppen Fettes Brot och punkbandet Beatsteaks. Deras debutsingel var "Zu Jung" vars tillhörande musikvideo hade fler än 2,7 miljoner visningar på Youtube i mars 2013. I september 2010 tog de emot priset New Music Award av ARD. Detta ledde till ett intresse hos flera stora skivbolag och de fick ett skivkontrakt med Universal. 
År 2011 representerade de Sachsen i Bundesvision Song Contest med låten "Ich will nicht nach Berlin". De slutade på femte plats av sexton deltagare i tävlingen som hölls den 29 september Lanxess Arena i Köln. De fick totalt 89 poäng vilket var 52 poäng mindre än vad vinnaren Tim Bendzko hade fått. Dagen därpå släpptes låten de deltagit med som deras andra singel och den nådde plats 45 på den tyska singellistan. I slutet av 2011 släppte de singeln "Eure Mädchen" som kom med på soundtracket i EA-spelet FIFA 13.

### 2012-

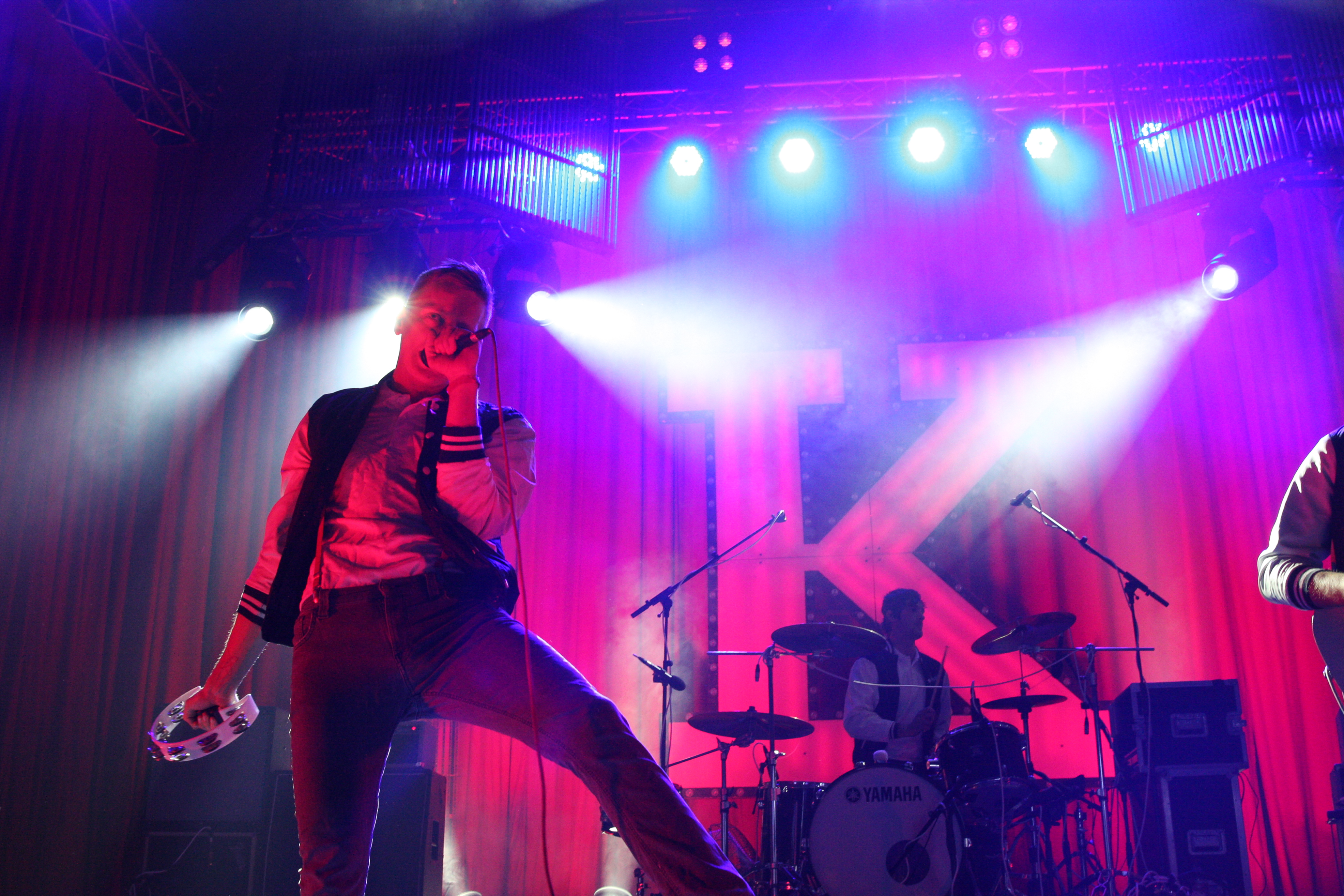
Kraftklub, Melt! Festival 2013

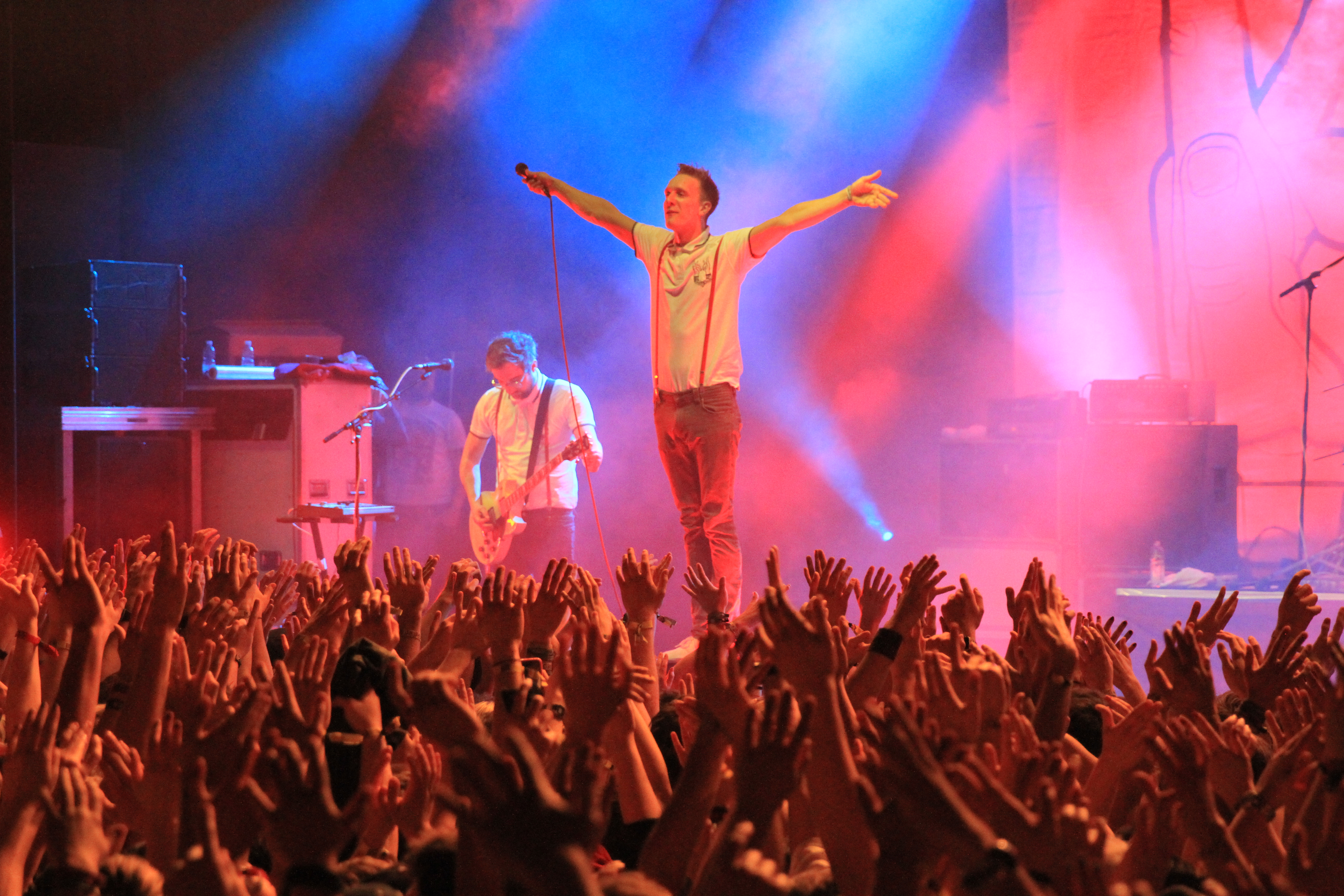
Kraftklub, Openin Festival 2014

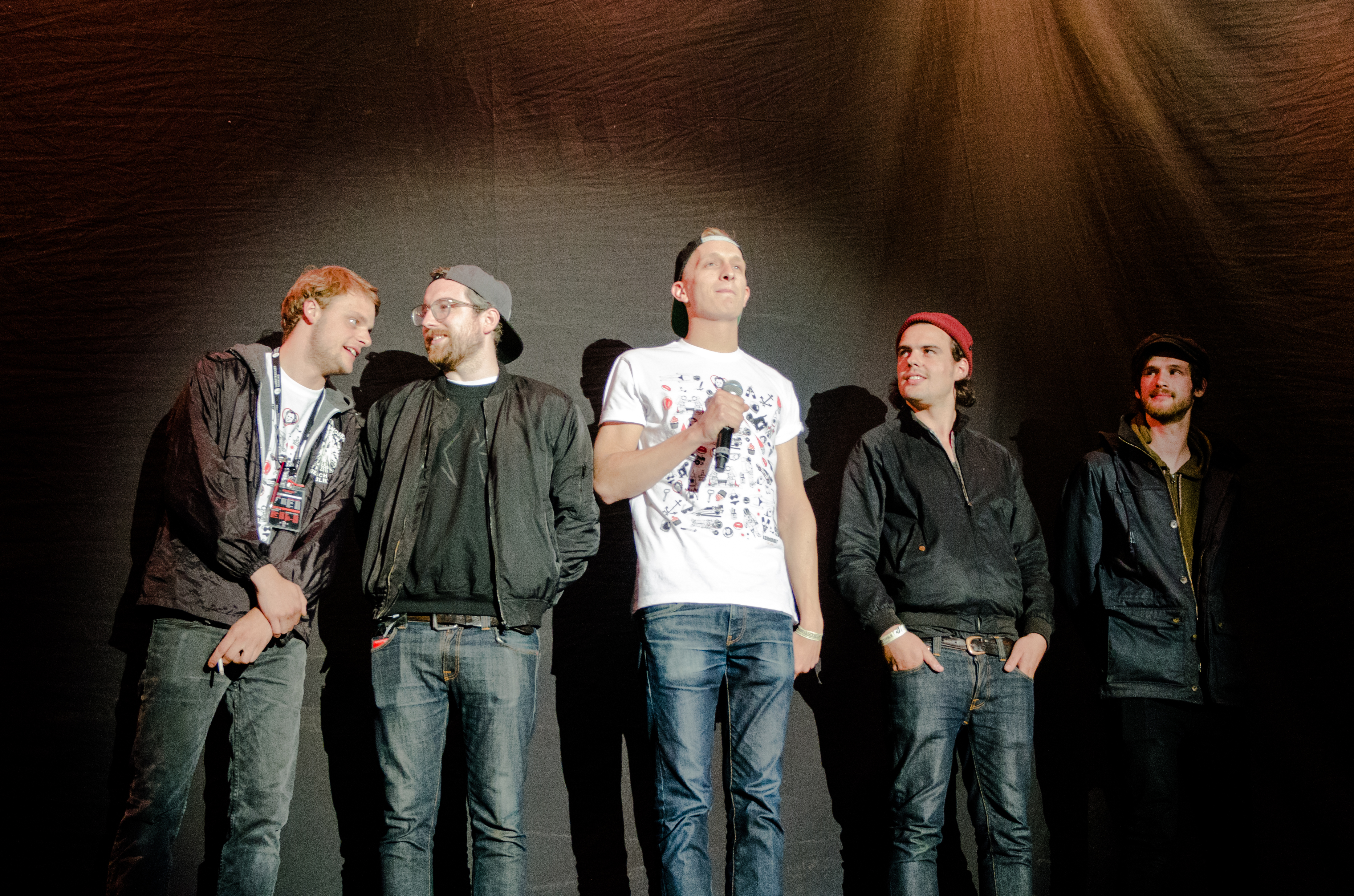
Kraftklub, Kosmonaut Festival 2014

Den 20 januari 2012 gav de ut sitt debutalbum Mit K som genast toppade den tyska albumlistan. Albumet kom att ligga kvar på listan i hela 46 veckor och hade även en viss framgång i Österrike och Schweiz. Man släppte dessutom en EP-skiva med liveversioner, Live im Astra Berlin. I april 2012 gav de ut "Songs für Liam" som nästa singel från albumet. Den nådde fjortonde plats på den tyska singellistan. Även en EP-skiva med samma titel, Songs für Liam, gavs ut. Den 4 juli 2012 släpptes nästa singel, "Kein Liebeslied", som nådde plats 55 på den tyska singellistan.
Bandet gjorde sin första konsert utomlands den 19 september samma år i Bogotá. De gjorde ytterligare sex konserter i Colombia, varav en till i Bogotá, två i Medellín, två i Cali, samt en i Cartagena. Innan året var slut släppte man sin sjätte singel "Mein Leben". År 2013 släppte den tyska sångaren Heino en coverversion av gruppens låt "Songs für Liam".

## Medlemmar
- Felix Brummer – Rap (bror till Till)
- Karl Schumann – Gitarr, Sång
- Till Brummer – Elbas (bror till Felix)
- Steffen Israel – Gitarr, Keyboard
- Max Marschk – Trummor

## Diskografi

### Album
| År   | Album                                                             | Topplaceringar | Topplaceringar | Topplaceringar |
| År   | Album                                                             | Schweiz        | Tyskland       | Österrike      |
| ---- | ----------------------------------------------------------------- | -------------- | -------------- | -------------- |
| 2012 | Mit K - Släppt: 20 januari 2012                                   | 64             | 1              | 19             |
| 2014 | In Schwarz - Släppt: 12 september 2014                            | 8              | 1              | 2              |
| 2015 | Randale (Livealbum) - Släppt: 20 november 2015                    | 98             | 6              | 36             |
| 2017 | Keine Nacht Für Niemand - 3:e studioalbumet - Släppt: 2 juni 2017 | 7              | 1              | 2              |

### EP-skivor
- 2010 – Adonis Maximus
- 2012 – Live im Astra Berlin
- 2012 – Songs für Liam

### Singlar
- 2011 – "Zu Jung"
- 2011 – "Ich will nicht nach Berlin"
- 2011 – "Eure Mädchen"
- 2012 – "Songs für Liam"
- 2012 – "Kein Liebeslied"
- 2012 – "Mein Leben"
- 2014 – "Hand in Hand"
- 2014 – "Unsere Fans"
- 2014 – "Wie ich"
- 2014 – "Schüsse in die Luft"
- 2015 – "Blau"
- 2015 – "Alles wegen Dir"
- 2017 - "Dein Lied"
- 2017 - "Fenster"
- 2017 - "Sklave"
- 2017 - "Chemie Chemie Ya"
- 2017 - "Am Ende"
- 2018 - "Liebe zu Dritt"